# 天主教凱穆斯-阿平頓教區
天主教凱穆斯-阿平頓教區（拉丁語：Dioecesis Keimoesana-Upingtonnsis）是南非一個羅馬天主教教區，屬布隆泉總教區。

## 歷史
教區的前身是奧蘭治河宗座監牧區，成立於1885年6月20日，1898年5月2日升格為宗座代牧區。1940年7月9日易名為凱穆斯宗座代牧區。1951年1月11日升為教區。1985年2月8日易名至今。

## 現況
教區範圍包括北開普省西部和西開普省北部，教座位於凱穆斯。2006年有教友62,200人（佔轄區總人口18.5%）、廿六個堂區、廿六名司鐸。現任教區主教為愛德華·嘉俾厄爾·里西。